# 919

## Esdeveniments
- L'església de Bulgària es declara autònoma, amb el seu propi patriarca
- Pillatge massiu dels vikings a Bretanya
- Enric I d'Alemanya és coronat rei
- Romà I Lecapè assoleix la regència a l'Imperi Romà d'Orient, amb Constantí VII

## Naixements
- Garcia II Sanxes I de Navarra, rei de Navarra i comte d'Aragó (925-970)